# シロスタゾール
シロスタゾール（英：Cilostazol, 発音[sɪˈlɒstəzɒl]）は慢性動脈閉塞症（閉塞性動脈硬化症）の治療や、ラクナ梗塞などの脳梗塞後の再発を防ぐために用いられる抗血小板薬である。大塚製薬からプレタール（Pletal）の商品名で販売されている。鬱血性心不全がある場合は、その症状を悪化させる恐れがあることから、禁忌となっている。
シロスタゾールはアミロイドβの排出を促すため、アルツハイマー病の進行を食い止める薬としての認可が期待されている。

## 作用機序
シロスタゾールはcAMPの分解に関わる3型ホスホジエステラーゼ（PDE3）に選択的に阻害することで、cAMPの分解の抑制によりプロテインキナーゼA（PKA）の活性型が増え、血小板の凝集を抑制する。PKAには平滑筋の収縮に関わっているミオシン軽鎖キナーゼを抑える働きがあるため、血管拡張作用も引き起こす。

## 臨床実験
シロスタゾールは慢性動脈閉塞症による潰瘍や間欠性跛行などの症状の改善させる目的や、ラクナ梗塞などの心原性脳梗塞以外の脳梗塞後の治療で用いられる。通常の服用量は1回100mgの一日2回服用である。脳梗塞の再発防止効果に関しては、アスピリンとの比較試験(CSPS II)において出血合併症を増加させることなく有意に脳血管疾患を予防することがわかっている。

### 心不全がある場合
シロスタゾールを鬱血性心不全の患者に使用した場合の長期予後は明らかになっていないが、他のPDE阻害薬であるミルリノンやベスナリノンを高度の心不全患者に用いたプラセボ対照長期比較試験において、生存率がプラセボよりも低かったことから、鬱血性心不全の患者に対するシロスタゾールの使用は禁忌となっている。

## 副作用
副作用としては頭痛が最も多く、そのほか、下痢や頻脈、動悸などである。

## 薬物相互作用
シロスタゾールはシトクロムP450の1種であるCYP3A4やCYP2C19によって代謝を受けるので、CYP3A4を阻害するイトラコナゾールやケトコナゾール、エリスロマイシン、ジルチアゼム、それにCYP2C19を阻害するプロトンポンプ阻害薬のオメプラゾールはシロスタゾールの活性型の濃度を上昇させることが知られている。また、グレープフルーツジュースも血中濃度を上昇させるという報告がある。